# BeatStream
BeatStream은 코나미 어뮤즈먼트(2016년까진 코나미 디지털 엔터테인먼트)가 2014년 7월 17일 개발/발매한 리듬 게임이다. 공식 약칭은 비스트(일본어: ビースト)이며 게임 내 표제는 가타카나로 표기한 비트스트림(일본어: ビートストリーム)이다.
2017년 8월 31일 E-Amusement 연동 서비스를 중지함과 동시에 서비스를 종료하면서 게임 플레이 불가능으로 되었으며 남은 게임기는 노스텔지어 게임 기체로 개조되었다.

## 게임 설명

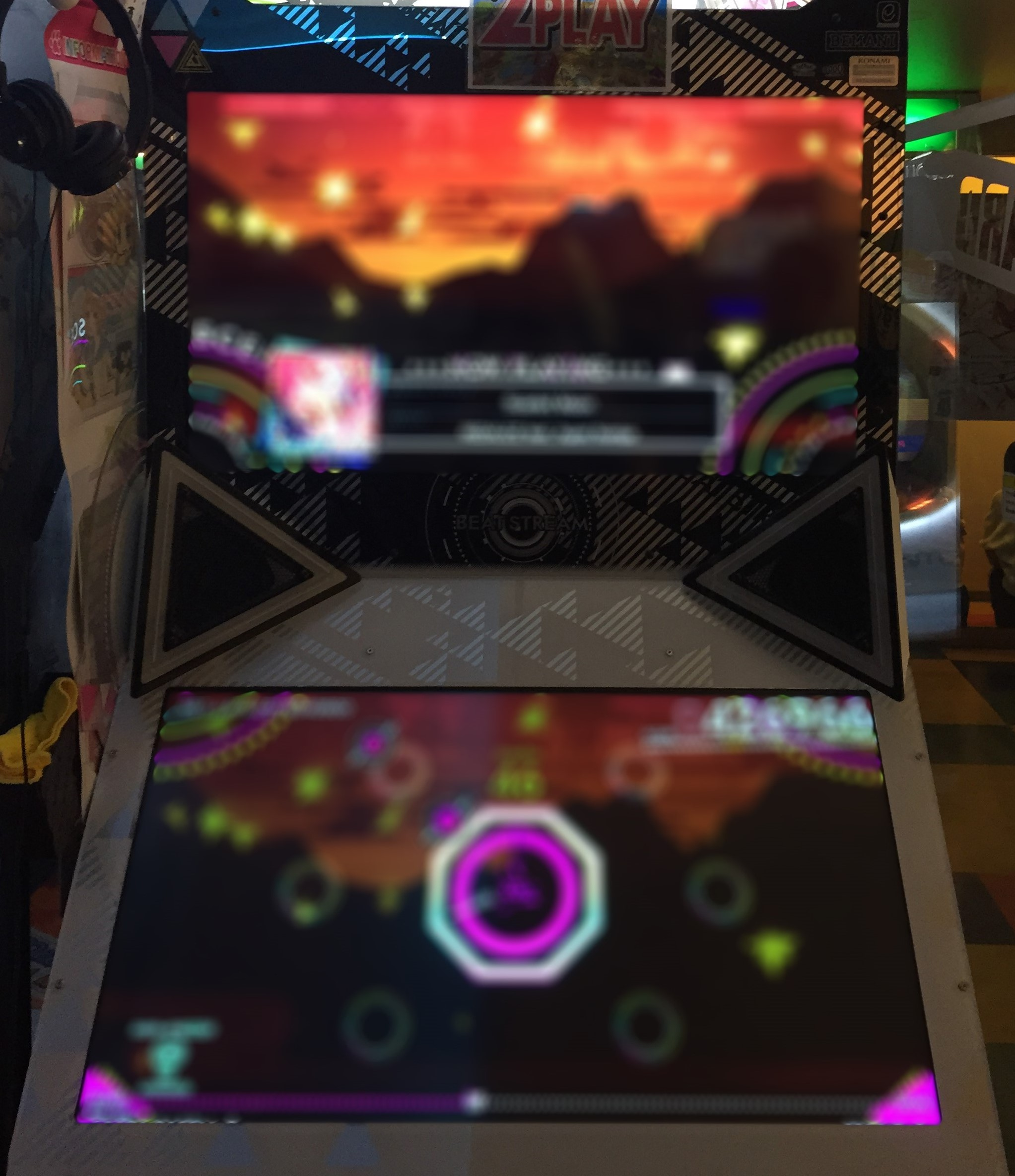
비트스트림 기체의 모습.

기체는 고양이 귀를 형상화한 디자인의 모니터가 위, 아래 2개로 이루어져 있다. 윗쪽 화면은 영상 등을 표시하는 액정 패널이며 아래쪽 화면은 다점 터치가 가능한 터치스크린으로 되어 있다. 게임 플레이는 모두 아랫쪽 화면에서 이루어지며 윗쪽 화면에는 곡 정보 표시, 게임 플레이 도중 BGA 등을 재생하는 용도이다. 아랫쪽 화면의 터치 방식은 정전식 감응 방식이다.
게임의 주요 특징으로는 영상을 강조한 것이 있다. 대부분의 악곡에 전용 BGA이 삽입되어 있으며, 수록곡으로는 애니메이션 음악, VOCALOID 노래, 동방프로젝트 곡 등이 수록되어 있으며 J-POP 류의 저작권이 있는 라이센스 곡은 수록되어 있지 않았다. 
타이완, 홍콩, 마카오에서도 BST동심음악(중국어: BST動漫音樂)라는 이름으로 정식 발매되었다. 대한민국에서는 "BeatStream"이라는 이름으로 발매되었다.

## 게임 방법
터치스크린으로 노트를 터치하여 플레이하는 게임이다. 주요 판정선은 화면 정 가운데에 있는 정팔각형 모양의 판정링(ジャッジリング)으로, 일부를 제외한 노트는 이 정팔각형으로 8방향에서 날라온다. 판정은 최고 등급인 판타스틱(サイコー/Fantastic)부터 그레이트(ヨッシャー/Great), 파인(オシイ/Fine), 미스(スカッ/Miss) 4가지로 나뉘어 있다.
모드는 싱글, 프랜드, 코스 모드가 존재한다. 싱글 모드는 혼자서 플레이하는 모드로 스탠다드 모드(STANDARD), 팀 배틀 모드(TEAM BATTLE) 2개로 나뉘어 있다. 스탠다드 모드는 완전 싱글 게임으로 BEASTHACKER 모드는 이곳에서만 선택 가능하다. 팀 배틀 모드는 전국 온라인 매칭 모드로 4대 4, 총 8명이 참여하여 팀 점수를 겨루는 모드이다. 프랜드 모드는 동일 매장 내 로컬 매칭 모드이다. 자동으로 팀 배틀 모드가 되며 같은 점포 내 플레이어들은 같은 팀으로 매칭된다.  코스 모드는 지정된 곡 4개를 연속해서 플레이하는 모드로, 보통 플레이시와 점수 체계가 달라 콤보 수에 따라 노트 1개당 점수가 1점이 오른다.
난이도는 라이트(LIGHT), 미디움(MEDIUM), 비스트(BEAST), 나이트메어(NIGHTMARE) 4단계로 나뉘어 있으며 숫자 1-10레벨까지 존재한다. 라이트, 미디움, 비스트 레벨은 모든 곡이 가지고 있지만 나이트메어 레벨은 일부 곡에만 존재하며, 악곡 선택 모드에서 "BEASTHACKER" 모드를 선택해야지만 플레이 가능하다.

## 시리즈
- BeatStream - 2014년 7월 17일 발매, 시리즈 첫 작품이다.
- BeatStream 애니무토라이브(일본어: BeatStream アニムトライヴ) - 2015년 12월 21일 발매. 시리즈 2번째 작품이다. 2015년 11월 로테테스트 당시에는 BeatStream2라는 가칭으로 나와있었으나 그 다음달인 12월 정식 제목이 공개되었다. 2017년 8월 31일 서비스를 종료하였다.

## 서비스 종료
BeatStream은 2017년 8월 31일 모든 서비스를 종료하였다. 하지만 미라이다갓키나 댄스 에볼루션 아케이드의 사례처럼 오프라인 서비스 지원을 하지 않았으며 2017년 9월 1일 오전 5시부턴 e-AMUSEMENT 접속 여부에 상관 없이 게임 기동이 불가능하였다. 남은 비트스트림 기체는 2017년 3월 1일 가동을 시작한  노스텔지어 게임 기체로 전부 개조되었으며, 개조하지 않은 남은 기체들은 전부 폐기 처리되었다.